# Comtat de Lützelstein
El comtat de Lützelstein fou una jurisdicció feudal del Sacre Imperi Romanogermànic centrada al castell de Lützelstein, modernament en francès la Petite Pierre.
Al final del segle XII fou concedit en feu pel bisbe d'Estraburg a un fill del comte Hug de Bliekastel; vers 1223 s'esmenta com a comtat. Amb la mort de Frederic el 1403 es va extingir la línia original de comtes i va entrar en litigi entre dues branques, l'oncle Burcard i la germana, casada amb Joan de Leiningen. Com que Joan i els fills de Burcard van morir en poc temps sense hereus, el 1462 fou reconegut al Palatinat. El 1553 altre cop es van arranjar disputes entre branques de la casa de Wittelsbach i va passar de la branca palatina de Lützelstein als comtes palatins de Zweibrucken. El duc Wolfgang de Zweibrucken va cedir Lützelstein al seu oncle Rupert dels comtes palatins de Veldenz, en mans dels que va restar fins a la desaparició del comtat. El comte Jordi Joan de Pfalz-Veldenz (Palatinat-Veldenz) va intentar fer de les seves possessions alsacianes una prioritat política i va fundar el castell i vila de Pfalzburg (francès Phalsbourg). El projecte estava sobredimensionat per les seves possibilitat i el 1583 Jordi Joan, endeutat, va haver de vendre la vila sencera i el sector de Einarzhausen rodejat pel ducat de Lorena, perdent el comtat de Lützelstein quasi la meitat del seu territori.
Mort Jordi Joan la seva vídua Anna, filla del rei suec Gustau I Vasa, va tenir la regència (1592); el 1598 els fills es van repartir el poder i el gran Jordi Gustau (1564-1634) va rebre el territori de Veldenz; Joan August va rebre Lützeltein (1575-1611). Jordi Gustau va morir sense descendents i van passar al fill de Joan August, Leopold Lluís del Palatinat-Veldenz-Lützelstein. Mort aquest també sense hereus, Lützelstein va passar el 1694 a la branca principal del Palatinat-Zweibrucken. El rei Lluís XIV de França va declarar Lützelstein feu francès el 1680, cosa que fou confirmada per la pau de Rijswijk de 1697. Va restar en mans de la casa de Zweibrucken com a feu de França però Vauban hi va construir una fortalesa.
El 1801 fou annexionat a França.